# Темниця сатани
Темниця сатани (англ. The Satan Pit) — дев'ятий епізод другого сезону поновленого британського науково-фантастичного телесеріалу «Доктор Хто». Уперше транслювався на телеканалі BBC One 10 червня 2006 року. Є другою частиною двосерійної історії разом з попереднім епізодом «Неможлива планета», що транслювався 3 червня.
Події епізоду відбуваються на планеті Кроп-Тор, що обертається навколо чорної діри. В даному епізоді Десятий Доктор (Девід Теннант) падає в глибоку прірву, в якій знаходиться ув'язнений Диявол (Ґабріель Вульф). Одночасно з цим, компаньйон Доктора Роуз Тайлер (Біллі Пайпер) та людська експедиція на базі нагорі намагається втекти з планети, після того, як Диявол отримує контроль над свідомістю удів, що утримуються на базі в якості прислуги.

## Сюжет
Доктор та Іда досліджує прірву під нещодавно відкритою підвісною смугою глибоко під планетою Кроп-Тор. На базі Роуз та троє членів екіпажу: Джефферсон, Денні та Тобі, втікають від удів, що наступають, розумом яких заволодів Диявол. Контроль Диявола над Тобі зникає. Коли Доктор та Іда готуються повернутися на базу, Диявол спілкується з Доктором та рештою екіпажу через удів та розповідає, що його запечатали в прірві до початку існування Всесвіту. Він деморалізує Доктора, Роуз та екіпаж. Кабель ліфта обривається, залишаючи Іду та Доктора в 10 милях під землею.
З Заком, що знаходиться в кімнаті управління удами, Роуз та решта екіпажу вирушають у тунель для вентиляції. Уди ідуть услід за ними, тому Зак закриває вентиляційні входи, щоб не допустити їх. Джефферсон залишається позаду, щоб вбити уда і потрапляє в пастку. Роуз, Денні та Тобі задля зупинення ворожої поведінки удів, йдуть до їх житлових відсіків, щоби там порушити дію телепатичного поля, яке підтримує їх. Це їм вдається. Після того як група знову об'єднується із Заком та «деактивує» удів, Зак забирає Роуз із собою, незважаючи на її протест, щоб покинути планету на ракеті.
Тим часом Доктор та Іда використовують кабель підйому для дослідження прірви, хоча Доктор не знаходить нічого, крім темряви далеко внизу. Потім він вирішує відчепитися від троса та впасти, приземлившись на дні завдяки повітряній подушці і виявляє, що може вільно дихати. Доктор знаходить фізичну форму Диявола — величезного дворогого монстра, що дихає вогнем, прикутого до скелі. Він швидко розуміє з тваринного рику Диявола, що розум його покинув та подорожує Всесвітом, породжуючи віру у Диявола в різноманітних релігіях, а планета Кроп-Тор була розроблена, як ідеальна в'язниця для Звіра: два керамічні келихи, що знаходилися коло Доктора, виконують роль сторожів Диявола — їх знищення призведе до падіння планети в чорну діру. Доктор розбиває келихи, щоб знищити Звіра. Коли планета починає втрачати орбіту та падати до чорної діри, Доктор натикається на свій TARDIS.
Ракету також притягує до чорної діри, і Тобі виявляє, що розум Звіра все ще володіє ним. Роуз бере пістолет Зака, вистрілює з переднього сидіння ракети і відкручує ремінь безпеки Тобі; він засмоктується в чорну діру. Тим часом доктор рятує Іду та витягує ракету в безпечну зону за допомогою TARDIS. Він із жалем повідомляє їм по радіо, що не встиг врятувати удів, і повертає Іду до ракети, де вона знову возз'єднується із Заком та Денні; Зак вшановує пам'ять Тобі. Роуз повертається до TARDIS та Доктора. Роуз дякує Заку та Денні по радіо перед тим, як їх покинути.

## Знімання епізоду
Расселл Ті Девіс сказав, що для того, щоб дати гарні ідеї до дизайну Диявола, він надіслав графічним дизайнерам до The Mill зображення картин Саймона Біслі — автора комісків, що відомий своєю гротексністю в зображенні м'язів. Девіс також згадував, що одна з багатьох ідей для епізоду, яка не була реалізована, буде використана в третьому сезоні — цією ідеєю виявилися токлафани в кінцевих еізодах третього сезону Звук барабанів, Останній Володар часу, як було розкрито в коментарі Девіса в супутньому випуску Doctor Who Magazine до третього сезону серіалу.

## Трансляція епізоду та відгуки
Епізод транслювався в суботу після 6 червня 2006 року (06.06.06), з попереднім епізодом, що транслювався минулої суботи. Таким чином серіал відзначив тиждень, повний історій, пов'язаних з Сатаною, у медіа. Нічні оцінки показали 5.5 мільйонів глядачів у Великій Британії для епізоду «Темниця сатани». Така низька кількість глядачів може бути поясненою незвичайно спекотною погодою по країні, а також першою грою збірної Англії на чемпіонаті світу з футболу 2006. «Темниця сатани» отримав частку аудиторії 35 %, яка не є меншою порівняно з попередніми епізодами, а епізод був третьою найбільш переглядуваною телепрограмою тижня після чемпіонату світу та телесеріалу Casualty. Епізод отримав підсумково 6.08 мільйонів глядачів — найнижче серед усіх епізодів після поновлення телесеріалу в 2005 році. Індекс оцінки склав 86 балів.
Цей епізод та епізод «Неможлива планета» були випущені у Великій Британії разом з «Кохання і монстри» у базовому DVD без додаткових відеоматеріалів 7 серпня 2006 року.
Ахсан Хаке з IGN дав епізоду оцінку 8.7 з 10. Він оцінив епізод переважно позитивно та хвалив CGI яку було використано для анімації Диявола, однак зауважив, що дії Доктора мали «певні логічні недоліки». Арнольд Т. Блумбург з «Now Playing» був більш критичним, давши епізоду оцінку C＋. Він вважав розчаровуючою розв'язку з віднайденням Доктором Диявола, на яку ним було віддано надто багато зусиль та зрештою «лише кричить та шаленіє на CGI, що рикає». Також ним критикувалось зосередження Доктора на порятунку Роуз без згадки про інших персонажів, та помітив, що в епізоді з'явились раніше не показані члени екіпажу, а «цілі сюжетні лінії також пішли в нікуди». Водночас він хвалив гру допоміжних акторів, музичний супровід та ефекти, роблячи висновок, що двосерійна історія була «якісним успіхом, що показує цілісних персонажів, відмінний візуальний дизайн та деякі миті епізоду, що наштовхують на роздуми, та які зіпсовані лише погано проробленим сюжетом і деякими очевидно втраченими можливостями».